# Ahvenjärvi (sjö i Finland, Lappland, lat 69,52, long 28,44)
Ahvenjärvi är en sjö i Finland. Den ligger i kommunen Enare i landskapet Lappland, i den norra delen av landet, 1 100 km norr om huvudstaden Helsingfors. Ahvenjärvi ligger 152,3 meter över havet. Arean är 77,3 hektar och strandlinjen är 10,48 kilometer lång. Sjön  ingår i Neidenälvens huvudavrinningsområde. 